# مریم (سوره)
این سوره نخست به داستان زکریا و یحیی و مریم و عیسی و سرگذشت ابراهیم و اسماعیل و اسحاق و یعقوب و ماجرای موسی و هارون و حکایت ادریس یا خنوخ اشاره می‌کند و صدق و اخلاص ایشان را به عنوان انبیای الهی می‌ستاید. در این سوره هم چنین نمونه‌هایی از لغزش گمراهان و زورگویی‌های آنان و افکار و عقایدشان ذکر می‌گردد و آنچه که از لوازم این لغزش‌هاست از نکبت و عذاب خدا می‌داند و عقیدهٔ مسیحیان مبنی بر پسر خدا بودن عیسی را شرک آمیز قلمداد کرده و نکوهش می‌کند.
بخش نخست این سوره اشاره به داستان زکریا دارد که با روایت مسیحی انجیل لوقا منطبق است. بر اساس انجیل لوقا، زکریا کاهنی در معبد سلیمان بود که وقتی نوبت او شد که در هیکل بخور کند، فرشتهٔ خدا بر وی آشکار شد و به او گفت دعایت مستجاب شده و زوجه‌ات پسری برایت خواهد آورد که نام او یحیی است و این مولود برای تو سبب خوشبختی و خرمی خواهد بود و از تولد آن شادمانه می‌گردی زیرا نزد خداوندگار خویش بزرگ می‌شود و شراب و خمر نخواهد نوشید و از شکم مادر به روح القدس مملو خواهد شد تا بنی اسرائیل را بخواند به سوی خداوند خدای آن‌ها یهوه- قلوب پدران را به جانب فرزندان نرم کند و نافرمانان را به راه خدا، و امت را برای خدا تمام کند؛ و زکریا ملک را گفت که چه سان من این بدانم و حال آن که من پیر هستم و زن من نازاست؛ و ملک جواب وی را داده گفت که من نزد خدا حاضر می‌باشم و برای همین فرستاده شده‌ام تا با تو سخن گفته این مژده به تو بسپارم؛ و اینک تو خاموش خواهی بود بلکه یارای تکلم نخواهی داشت اینست نشانه از برای تو تا یقین آوری.
روایت قرآنی این داستان در سورهٔ مریم چنین است: «یاد کن مهربانی پروردگارت را بر بنده‌اش زکریا، هنگامی که پروردگارش را خواند به ندایی پنهانی- گفت پروردگارا، به راستی استخوان از بدن من سست شد و سرم از سفیدموئی شعله‌ور گشت و در دعای تو ای پروردگار، هرگز بی بهره نبوده‌ام؛ و هر آینه از نزدیکان خود پس از خویش بیمناکم و زن من نازا است پس از نزد خود وارثی برای من قرار ده که از من و از خاندان یعقوب میراث گیرد و او را ای پروردگار مردی پسندیده قرار ده. گفتیم ای زکریا، ما تو را بشارت می‌دهیم به پسری که نامش یحیی است و پیش از او کسی بدین نام نبوده‌است. بگفت ای پروردگار من چگونه برای من پسری پدید آید حال آن که زنم نازا است و من از کهنسالی فرتوت و سست گشته‌ام. گفت این است وعدهٔ پروردگار، بر من آسان است، هر آینه تو را پیش از این بیافریدم و تو چیزی نبودی. گفت ای پروردگار، بر من نشانه‌ای قرار ده. گفت نشانهٔ تو این است که تا سه روز سخن گفتن نتوانی. پس بر قوم خود از محراب بیرون شد و اشارت کرد به سوی ایشان که صبح و شام تسبیح گویید.»
وقتی مسلمین به حبشه هجرت کردند، نجاشی از مسلمین خواست تا آیاتی از قرآن را دربارهٔ عیسی برایشان بخواند و جعفربن ابیطالب از ابتدای سورهٔ مریم شروع به تلاوت کرد. نجاشی تحت تأثیر قرار گرفت و به مسلمین پناه داد.

## ارتباط سوره مریم با حسین بن علی از دیدگاه شیعه
پس از آنکه خداوند اسامی پنج تن را به زکریا یاد داد، آیهٔ رمزآلود اول سورهٔ مریم — کهیعص — را برای زکریا به این صورت رمزگشایی کرد: ک = کربلا، ه = هلاک العترة، ی = یزید، ع = عطش، ص = صبر. این مطلب نشان‌دهندهٔ شباهت خارق‌العاده‌ای بین سرنوشت یحیی و حسین است که احتمالاً با توجه به این موضوع است که سر هر دو بریده، و در تشت قرار داده شد. وقتی جبرئیل نام پنج تن را به زکریا یاد داد، زکریا نام هر یک از آن‌ها را به زبان آورد، در تمامی موارد به‌جز حسین، وقتی نام را ادا می‌کرد حالتی مسرت‌بخش به وی دست می‌داد، اما وقتی نام حسین را بیان نمود، اشک در چشمان زکریا جاری شد. سپس خداوند به زکریا سرنوشت حسین را بیان نمود و زکریا گریست و از خدا درخواست کرد که پسری به وی دهد تا سرنوشتی همانند حسین را داشته باشد تا بتواند مصیبتی شبیه مصیبتی که محمد به آن دچار می‌شود را تحمل کند و خداوند به زکریا، یحیی را بخشید. حسین در تمامی مراحل سفر خود از مکه به سمت کربلا، به یاد یحیی می‌افتاد. بر طبق روایتی دیگر، خون حسین همانند خون یحیی به جوشش خواهد آمد و خداوند برای آنکه این جوشش را تسکین دهد، هفتاد هزار نفر از منافقان و کفار و مؤمنان شرور را نابود خواهد کرد همان‌گونه که این کار را برای انتقام از یحیی انجام داده بود.